# Hilara clavipes
Hilara clavipes är en tvåvingeart som först beskrevs av Harris 1776.  Hilara clavipes ingår i släktet Hilara och familjen dansflugor. Arten är reproducerande i Sverige. Inga underarter finns listade i Catalogue of Life.